# Shifan Nongchang (bondby i Kina, Liaoning Sheng, lat 41,37, long 122,33)
Shifan Nongchang (kinesiska: 示范农场) är en bondby i Kina. Den ligger i provinsen Liaoning, i den nordöstra delen av landet, omkring 100 kilometer sydväst om provinshuvudstaden Shenyang. Antalet invånare är 452. Befolkningen består av 225 kvinnor och 227 män. Barn under 15 år utgör 7,0 %, vuxna 15-64 år 80 %, och äldre över 65 år 11,0 %.
Runt Shifan Nongchang är det ganska tätbefolkat, med 239 invånare per kvadratkilometer. Shifan Nongchang är det största samhället i trakten. Trakten runt Shifan Nongchang består till största delen av jordbruksmark.
Genomsnittlig årsnederbörd är 796 millimeter. Den regnigaste månaden är juli, med i genomsnitt 188 mm nederbörd, och den torraste är januari, med 9 mm nederbörd.